# Raparna crocophara
Raparna crocophara är en fjärilsart som beskrevs av Turner 1922. Raparna crocophara ingår i släktet Raparna och familjen nattflyn. Inga underarter finns listade.